# سازمان آماری
سازمان آماری سازمانی خدماتی است که وظیفهٔ تهیهٔ آمار را بر عهده دارد. دلیل وجود، رشد و مشارکت مشهود آنها در امور مربوط به دولت و جامعةخود، از توانایی آنها در تهیة اطلاعاتی برای حل مسائل مهم ریشه می‌گیرد؛ ولی اولویتها می‌توانند سریعتر از توانایی سازمان برای تعدیل تلاش تولیدی خود تغییر کنند. به این دلیل، مهم است که مسئولان ارشد آن دارای شم قوی و روابطی باشند که بتوانند مشکلات جدی را شناسایی کرده و آنها را از آنچه ممکن است چیزی جز مسایل گذرا نباشند متمایز کنند.